# DB2
DB2 es una marca comercial, propiedad de IBM, bajo la cual se comercializa un sistema de gestión de base de datos. 
DB2 versión 9 es un motor de base de datos relacional que integra XML de manera nativa, lo que IBM ha llamado pureXML, que permite almacenar documentos completos dentro del tipo de datos xml para realizar operaciones y búsquedas de manera jerárquica dentro de este, e integrarlo con búsquedas relacionales.
La  compatibilidad implementada en la última versión, hace posible la  importación de  los datos a DB2 en una media de 1 o 2 semanas, ejecutando PL/SQL de forma nativa en el gestor IBM DB2.
La automatización es una de sus características más importantes, ya que permite eliminar tareas rutinarias y permitiendo que el almacenamiento de datos sea más ligero, utilizando menos hardware y reduciendo las necesidades de consumo de alimentación y servidores. 
La memoria se ajusta y se optimiza el rendimiento del sistema, con un interesante sistema que permite resolver problemas de forma automática e incluso adelantarse a su aparición, configurando automáticamente el sistema y gestión de los valores. 
DB2 Express-C es la versión gratuita soportada por la comunidad de DB2 que permite desarrollar, implementar y distribuir aplicaciones que no usen las características avanzadas de las versiones comerciales de DB2. Esta versión de DB2 puede ser concebida como el núcleo de DB2, las diferentes ediciones incluyen las características de Express-C más funcionalidades específicas. 
DB2 para Linux, UNIX y Windows permite la automatización de tareas, reducción de las necesidades de consumo de alimentación, un alto rendimiento que reduce los servidores necesarios para ejecutar la base de datos, escalabilidad sencilla y alta disponibilidad en su arquitectura de discos de datos y otras soluciones que facilitan la colaboración entre profesionales.
Con aplicaciones que se despliegan y desarrollan de forma sencilla incluso si han sido creadas para utilizarse con otros software de bases de datos. 